# فران ويلش
فران ويلش (بالإنجليزية: Fran Welch)‏ هو مدرب رياضي أمريكي، ولد في 21 أغسطس 1895 في هارتفورد في الولايات المتحدة، وتوفي في 19 يونيو 1970 في كانساس سيتي في الولايات المتحدة.

## وصلات خارجية
- فران ويلش على موقع قاعة كنساس للمشاهير الرياضية (مؤرشف) (الإنجليزية)